# Turism i Sverige

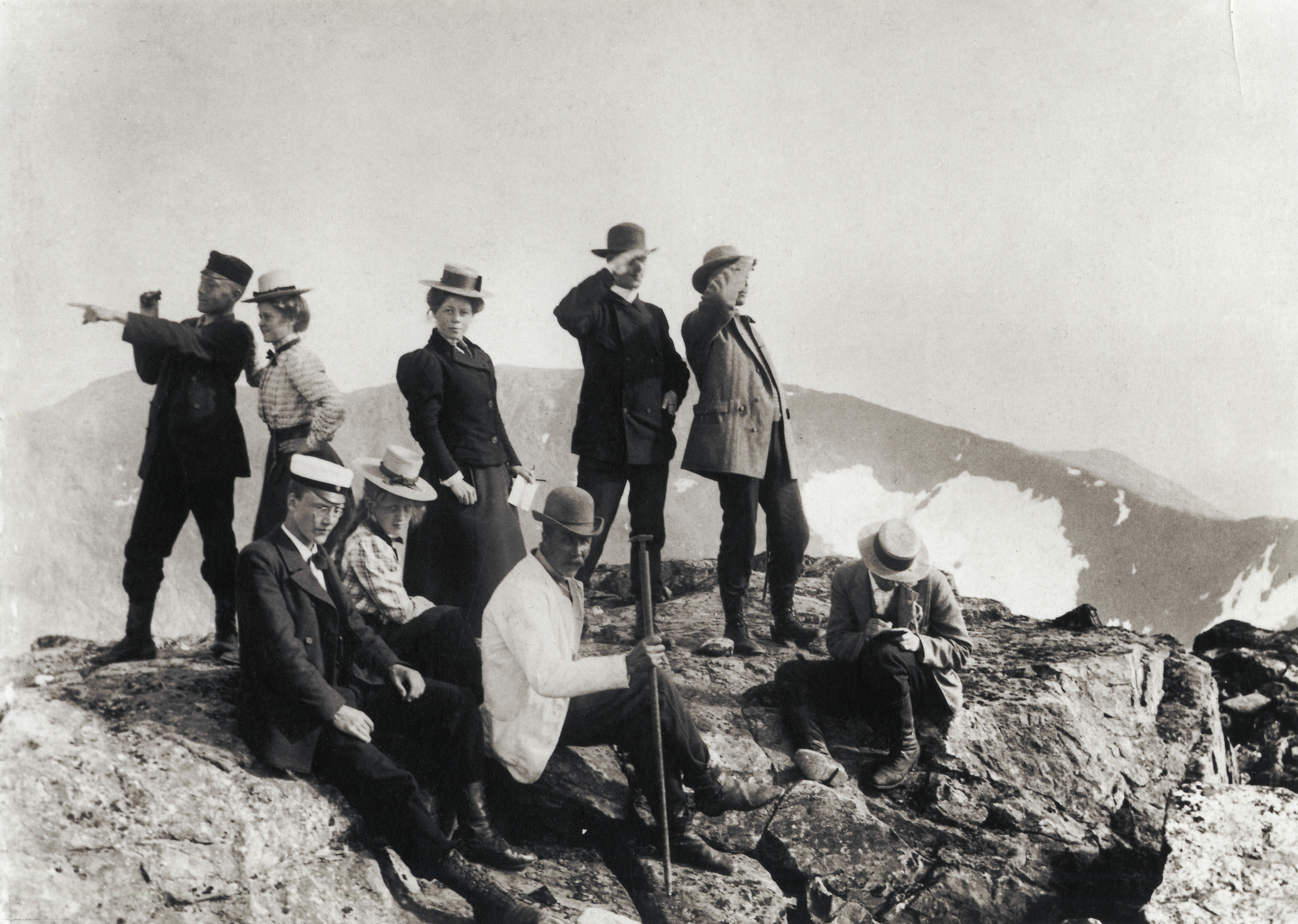
De första turisterna på toppen av Storsylen.

Turismen i Sverige fick sitt genombrott under 1800-talet, då svenskarnas intresse för att resa inom det egna landet växte sig allt större.

## Förutsättningar för turismens framväxt
Under 1800-talet genomgick det svenska samhället stora strukturförändringar, främst som följd av den industriella revolutionens genombrott i landet. Det var dessa förändringar som lade grunden för och möjliggjorde turismens framväxt i Sverige. Ångmaskinen fick stor spridning i landet och uppfinningen bidrog till snabbare tåg- och båt-trafik, något som innebar helt nya möjligheter för resandet.

### Införandet av ångbåtslinjer
Ångbåtstrafiken i Sverige startade år 1818 på sträckan mellan Stockholm och Drottningholm. År 1825 gick fem ångbåtar i regelbundna turer på Mälaren och under 30-talet utvidgades passagerartrafiken i ännu större omfattning i landet. År 1832 öppnades Göta kanal för trafik och erbjöd nya möjligheter för vattenburna transporter inom landet. År 1860 fanns det ungefär 200 reguljära ångbåtslinjer längs kusterna och på insjöar och kanaler i Sverige. För städer i Norrland spelade länge ångbåtarna en viktig roll och från och med 1860-talet utvidgades ångbåtstrafiken längs med ost- och västkusten. Ångbåtarnas genomslag underlättade planerade resor då de, till skillnad från segelfartygen, inte var beroende av väder och vind. Detta gjorde att man kunde upprätta tidtabeller för ångbåtstrafiken. I kombination med att de dessutom var snabbare och billigare att resa längre sträckor med fick ångbåtarna en allt större betydelse för passagerartrafiken. Människor som aldrig tidigare rest fick möjlighet att göra det nu och ångbåtslinjerna förbättrade överlag möjligheten att resa inom Sverige. Därmed blev de en viktig del i turismens framväxt i landet. Nöjesresor över dagen blev mer populära och det billiga priset gjorde sådana resor alltmer tillgängliga för arbetarklassen. Ångbåtarnas blomstringstid sträckte sig ungefär fram till 1890-talet. När järnvägen kom konkurrerades ångbåtarna ut på vissa sträckor, till exempel mellan Malmö och Stockholm och mellan Göteborg och Stockholm.

### Införandet av järnvägen

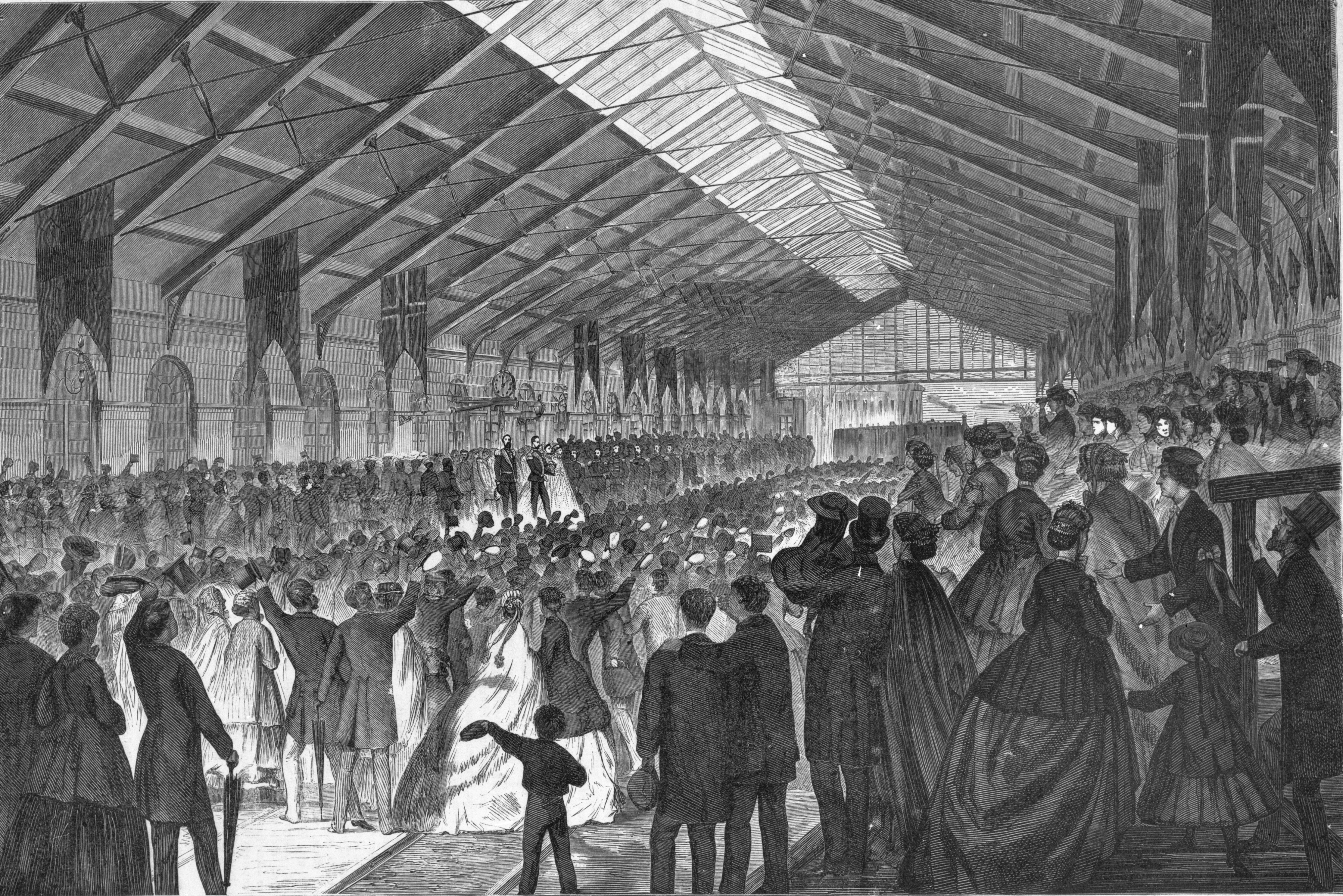
Konung Karl XV förklarade norra stambanan mellan Stockholm-Uppsala öppnad i banhallen i Uppsala 1866.

I samband med Sveriges industrialisering och ångmaskinens genombrott inleddes en diskussion om införandet av järnväg i landet. I England hade järnvägsbyggandet inletts redan i början av 1800-talet och år 1830 invigdes världens första moderna järnväg i landet. I Sverige vid denna tid sågs järnvägen fortfarande på med misstro, istället låg kanaler och vägnät fortfarande i fokus. Detta kom dock att förändras när greve Adolf Eugène von Rosen utarbetade omfattande planer på ett linjenät i landet och därefter fick riksdagens godkännande att börja bygga. Åren 1853-54 beslutade riksdagen att staten skulle svara för att ett antal huvudjärnvägar, stambanor, skulle byggas. Dessa skulle vara stommen i det svenska järnvägsnätet och de skulle byggas, förvaltas och ägas av staten. Under mitten av 1850-talet började de första delarna av de svenska stambanorna att byggas. År 1856 bildades affärsverket Statens Järnvägar, SJ. Sveriges första stambana byggdes mellan Stockholm och Göteborg och invigdes år 1862. År 1864 invigdes den södra stambanan mellan Stockholm och Malmö. Den norra stambanan blev klar till Ånge år 1881 och till Boden år 1894. 
Att stambanenätet byggdes ut under 1800-talets andra hälft fick en stor betydelse för turismens utveckling i landet. Med tågen kunde människor färdas till de inre och nordligare delarna av landet och den ökade tillgängligheten ökade möjligheten för turism. Där stambanorna drogs växte helt nya samhällen upp och till järnvägens närhet drogs handel och industri. Stationshus och järnvägshotell byggdes vid stationerna och samhällena blev kring dessa växte sig allt större. De nya möjligheterna till kommunikation användes för många olika slags resor, för såväl arbete som för nöje och människor började resa för att upptäcka Sverige alltmer.
I samband med tågtrafikens framväxt väcktes också frågan om en enhetlig tid i Sverige. Tidigare, då landets kommunikationer varit långsamma, hade de lokala tiderna inte varit något problem. När stambanorna byggdes ut tydliggjordes behovet av en gemensam borgerlig tid inom landet. Detta ledde till införandet av den så kallade “örebottiden” år 1879. Detta blev en nationell standardtid för landet, något som underlättade utbyggandet och sammankopplingen av Sveriges kommunikationer.

### Utbyggandet av vägnätet
Parallellt med införandet av järnvägen skedde en utbredd förnyelse av Sveriges vägväsende. Vid 1800-talets början fanns det ungefär 2000 mil allmänna vägar i Sverige. Omkring år 1900 fanns det runt 5000 mil allmänna vägar. Vägnätets förnyelse var en viktig förutsättning för att resandet i landet skulle kunna ta fart.

### Urbaniseringen
I samband med Sveriges industrialisering under den senare delen av 1800-talet skedde en stor folkomflyttning från landsbygden till städer och tätorter. Mellan åren 1870 och 1900 mer än fördubblades städernas folkmängd. Andelen av Sveriges invånare som bodde i städer ökade från 12 till 21 procent. I de växande städerna skapades förutsättningarna för framväxten av en ny samhällsklass, medelklassen. Successivt höjdes lönerna och många människor fick mer fritid, bättre skolutbildning och tillgång till billiga kommunikationer. De tekniska och industriella förändringarna hade därmed fört med sig ett ökat välstånd i landet vilket tillätt medelklassen att börja intressera sig för att resa. Ett intresse som tidigare endast varit aktuellt för aristokratin.

## Turismen under 1800-talet
Första gången begreppet "turist" användes i skrift i Sverige lär ha varit i samband med en illustrerad bild från 1824 föreställande en besökare av Falu gruva. Detta som en försvenskad variant av engelskans "tourist" som omkring år 1800 började användas i Storbritannien för benämna en person som gjorde resor för nöjes skull. Att ordet spridits till Sverige år 1824 markerar början på den svenska turismens utbredning.

### Kustnära turism

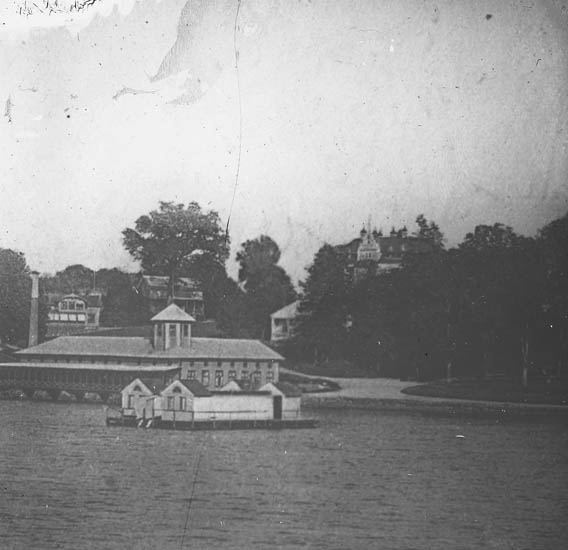
Gustafsbergs badhus.

Under 1800-talets första årtionden hade intresset för havet väckts och en rad brunns- och badorter växte fram på västkusten. Det var gästerna på dessa som utgjorde den första större grupp människor som kan betecknas som turister. I samband med ångbåtarnas genombrott utvecklades ett väl fungerande kommunikationssystem med båtar som tog badgäster mellan de mest kända badorterna. Tack vare dessa badbåtar kunde många nå såväl de mindre badorterna längs kusten som öarna i skärgården. Gustafsberg, Strömstad, Särö och Lysekil är exempel på några av de första badorter på västkusten som lockade sommarbesökare. Som en direkt följd av utvecklingen på västkusten växte flera badorter fram även längs Östersjön under 1800-talets andra hälft. Med societetsliv, bad och natur kom badorter som Borgholm (1865), Furusund (1880), Dalarö (1885) och Saltsjöbaden (1885) att bli välkända turistmål. Vid 1800-talets mitt fanns det ungefär 60 större och 75 mindre brunns- och badorter i landet. Göta kanal blev tidigt en turistattraktion och många andra platser, sammankopplade med ångbåtslinjer, lockade såväl inhemska som utländska turister.

### Kulturturism
I samband med urbaniseringen i Sverige representerade städerna det nya och moderna. Stockholm, Göteborg, Uppsala och Trollhättan kom därför att bli välbesökta turistmål. Även gruvor lockade besökare och Falu gruva tillhörde de mest välbesökta turistmålen under denna tid. Historiska minnesmärken lockade också turister. Ornässtugan, där Gustav Vasa sägs ha övernattat, är ett exempel.

### Naturturism
1700-talets nationalromantiska idéer hade bidragit till att en romantiserad bild av Sveriges natur vuxit fram. Något som Carl von Linnés forskningsresor till Sveriges landskap varit med och byggt upp. I och med urbaniseringen väcktes dessa nationalromantiska tankar till liv igen, man ville iväg från det hektiska livet i de trånga städerna. Istället sökte sig fler människor till landsbygden med dess rena luft och fria natur. Under 1800-talet begav sig författare som Heidenstam och konstnärer som Carl Larsson och Anders Zorn ut i landet, något som symboliserar hur naturturismen fick allt större fäste hos tidens turister. Bergstrakter, skogar och sjöar lockade turister med aktiviteter som alpinism, skidåkning, skogspromenader och naturstudier.

#### Fjällturism
Under 1880-talet etablerades de första turistanläggningarna i fjällen på orter som Ytterån, Mörsil och Åre. I samband med järnvägens ökade möjlighet att besöka denna hittills relativt okända del av landet började därmed fjällturismen att ta fart.

### Cykelturism

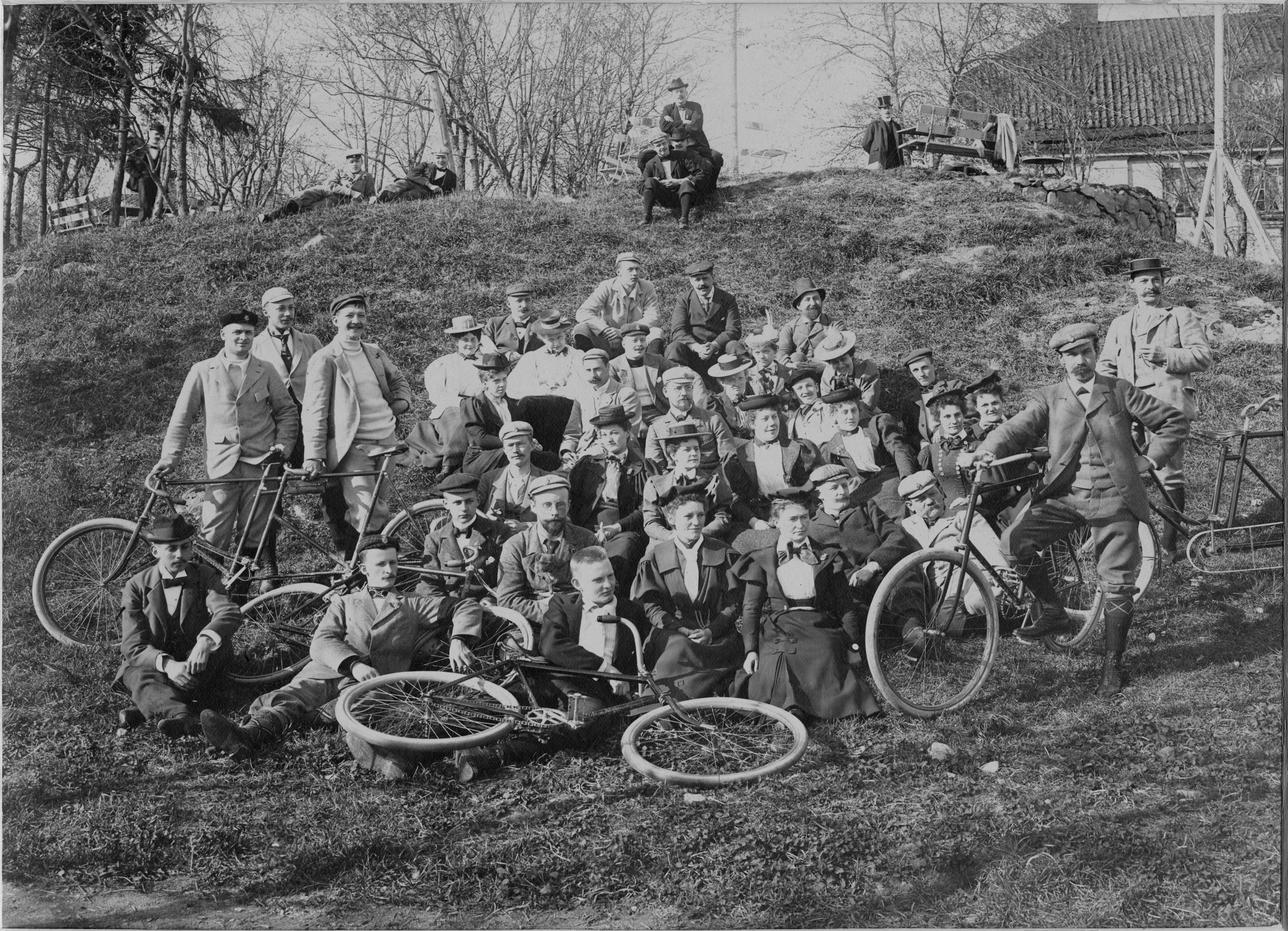
Stockholms Velociped klubbs utfärd till Drottningholm 1897.

År 1885 kom det stora genombrottet för cykeln som transportmedel, detta i samband med att säkerhetscykeln introducerades. Till skillnad från dess föregångare var den nya modellen betydligt enklare och säkrare att cykla. I slutet av 1880-talet skedde en rad andra förbättringar av cykeln, bland annat introducerades de luftpumpade gummidäcken. För gemene man blev cykeln det nya samfärdsmedlet och detta skapade en ny form av inriktad turism. Under denna tid utvecklades cykelklubbar i flera av Sveriges städer. År 1886 bildades cykelklubben MLK i Malmö. År 1894 grundades Stockholms Allmänna Velocipedklubb och fem år senare hade klubben 750 medlemmar. Klubben bedrev bland annat utflykter till kända turistmål, såsom Drottningholm.

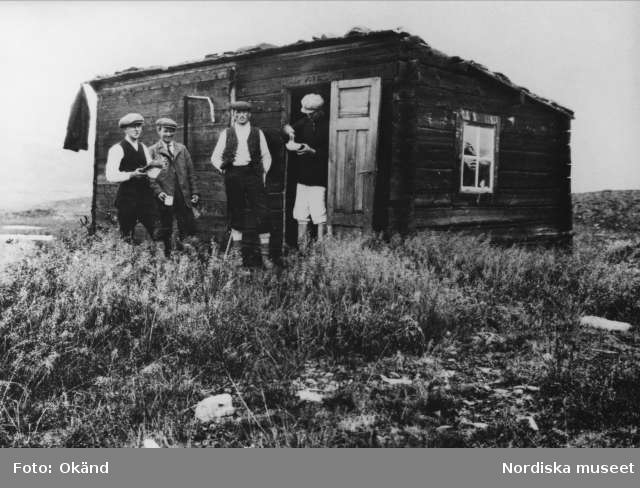
Varvekstugan, STF:s äldsta fjällstuga.

### STF
Från mitten av 1800-talet hade det runt om i Europa bildats särskilda organisationer inriktade på turistväsendet. I Norge hade den Norska Turistföreningen grundats 1868, något som väckte tankar på att bilda en liknande organisation i Sverige. År 1885 bildades Svenska Turistföreningen av Frithiof Holmgren, Hjalmar Södergren och andra studerande vid Uppsala universitet. Målet med den nyskapade föreningen var att främja turism och göra Sverige mer tillgängligt. Under de första åren riktade föreningen in sig på landets fjällturism. År 1887 började STF att pricka ut de första vandringslederna och 1888 byggdes den första fjällstugan, en hydda vid Varvekälven på leden mellan Kvikkjokk och Sulitelma. Vid sekelskiftet påbörjades planeringen av det som kom att kallas Kungsleden, en vandringsled mellan Abisko och Kvikkjokk. STF började även sluta avtal med firmor i olika branscher och med hotell, både i Sverige och utomlands, för att kunna erbjuda rabatter till föreningens medlemmar. Förbindelser med utländska turistorganisationer etablerades också. Därmed blev STF:s verksamhet till en början främst inriktad på den utländska turisttrafiken. Dock förblev svenskarnas färder viktiga för föreningens utveckling, detta med syfte att främja kunskap och en djupare känsla för det egna landet hos svenskarna. STF:s arbete under 1800-talets slut visar därmed på den moderna turismens genombrott i Sverige.

## Turismens utveckling under 1900-talet
Samhällsutvecklingen som under 1800-talets andra hälft tagit fart fortsatte under 1900-talet. I denna utveckling utgjorde turistresorna en viktig del och övergången från en stationär till en geografisk livsstil markerades ytterligare under det nya århundradet. Den sociala utvecklingen i kombination med förbättrade kommunikationer är de främsta utvecklingstendenserna som förklarar den ökade turismen under 1900-talet. 

### Social utveckling
Som resultat av den industriella revolutionen fick allt fler människor sin tillvaro tydligare uppdelad i arbete och fritid under 1900-talets första decennier. Detta i och med det förändrade förhållningssättet till arbetets organisation. I ett bondesamhälle utgjordes, för majoriteten av befolkningen, i stort sett all vaken tid av arbete. I samband med industrialiseringens genombrott kom arbetstiden att begränsas och regleras, något som gav utrymme för ledig tid. Framväxten av välfärdssamhället innebar att allt fler människor fick möjlighet att köpa sig en upplevelse under sin fritid, exempelvis en semesterresa.

#### Semesterlagarna
Under 1930-talet fick tankarna på lagfäst semester för anställda allt större fäste i Europa. År 1936 infördes lagstiftning om semester för arbetare i länder som Frankrike och Norge. I Sverige konkretiserades rätten till ledighet 1938. Genom semesterlagarna fick arbetstagare rätt till två veckors betald semester. Denna lagstadgade fritid gav utrymme för resande och därmed turism. Tidigare var det främst överklassen som haft den ekonomiska frihet som tillät ledighet från arbete. När denna ledighet nu blev tillgänglig för alla fick turismen allt större betydelse i människans liv. Fritiden kom dessutom att i allt högre grad förknippas med aktivitet snarare än tid som enbart var fri från arbete.

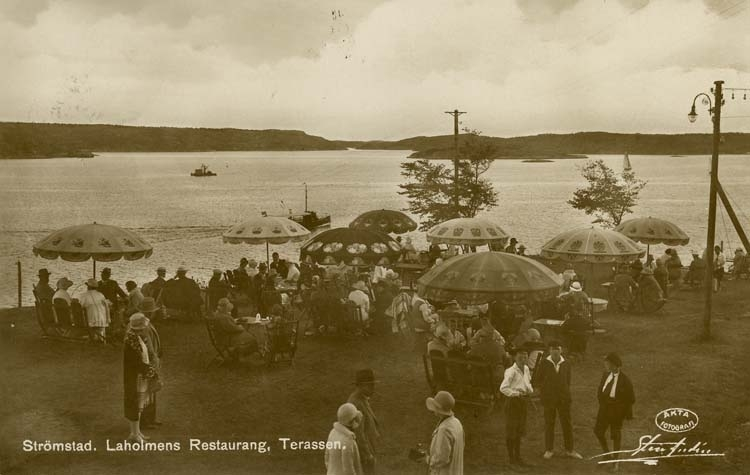
Laholmens Restaurang, Strömstad i början av 1900-talet.

### Turistorternas framväxt
Som följd av de första turistmålens framväxt under 1800-talet etablerades under 1900-talet ett antal nya samhällen som enbart kom att bli turistorter. Såväl vid kusten som inåt landet och i fjälltrakterna växte sådana turistsamhällen fram. Exempelvis Borgholm på ostkusten och Strömstad på västkusten. På turistorterna erbjöds allt mer varierade turistupplevelser och det var vanligt att badorter började erbjuda fler sorters underhållning för turister.

### Cykelturismens uppsving

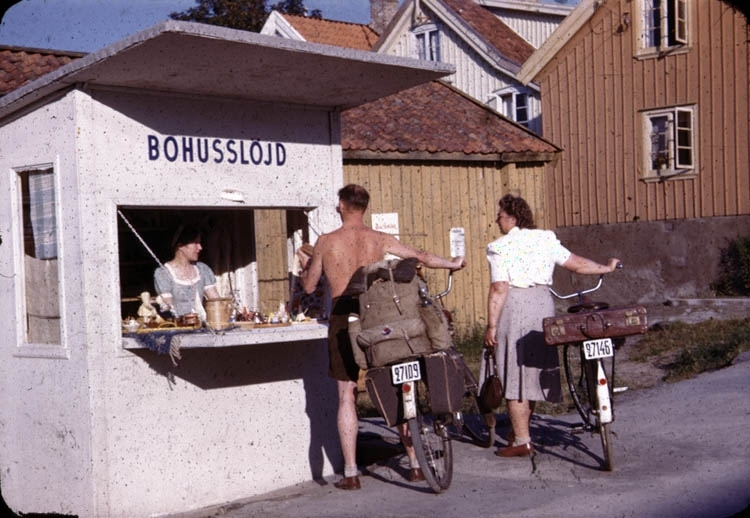
På cykelsemester i Bohuslän.

Under 1920-talet blev cykeln som transportmedel allt billigare. Nu hade även landsbygdens folk, pigor och drängar, möjlighet att köpa en cykel på avbetalning. Det ledde till att rörligheten i landet ökade och cykelåkandet fick ett uppsving. Därmed utvecklades cykelturismen under denna tid och 1930- och 40-talen blev cykelutflykternas storhetstid. I samband med att landsvägarna byggdes ut fanns det förbättrade möjligheter att ta sig ut på landet för att cykla. Många människor ville komma ifrån staden och uppleva den friska luften. STF gav under denna period ut broschyrer med förslag på färdiga cykelturer i olika delar av landet. Under 1960-talet minskade cykeln som transportmedel i popularitet, detta i samband med att allt fler hade råd att införskaffa en bil.

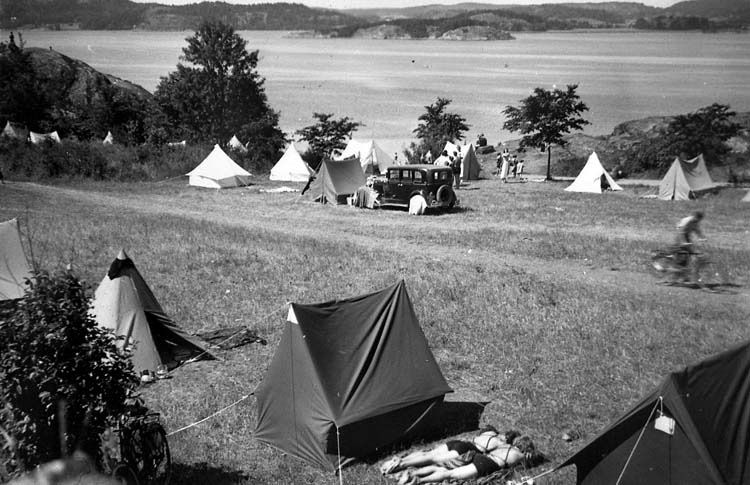
Skeppsvikens camping i Uddevalla år 1936.

### Camping och vandrarhem
Under slutet av 1920- och under 30-talet blev övernattning i tält eller på vandrarhem ett allt större intresse bland de svenska turisterna. Det var nu det amerikanska begreppet camping slog igenom i Sverige. Den tidiga campingen var främst kopplad till cykeln. Tältande, som tidigare hört ihop med den mer avancerade utrustningen som fjällvandring krävde, blev allt vanligare. År 1933 fanns det cirka 175 enkla tältplatser i Sverige och genom Allemansrätten tilläts tältning fritt ute i naturen. Även vandrarhem började inrättas i Sverige. STF övertog bondgårdar, bygdegårdar, herrgårdar och andra hus där flertal resenärer kunde dela rum. År 1933 öppnades 29 vandrarhem i landet, det allra första i Gränna. År 1939 fanns det 284 vandrarhem i Sverige.

### Bilen
Under 1900-talet ändrade resandet karaktär och järnvägen kom att minska i betydelse för de svenska turisterna. Istället kom andra transportsätt att bli allt viktigare, särskilt bilen. I takt med att vägnätet fortsatte att byggas ut under 1900-talet fanns förutsättningarna för att transportera sig med bil. Bilismens stora genombrott kom efter första världskriget.  Under 1950-talet ökade antalet bilar på Sveriges vägar kraftigt. Vägnätet började utvecklas för att passa massbilism samt för att minimera olycksriskerna. I takt med att fler människor fick tillgång till egna bilar ökade möjligheten för resande inom landet. Något som ledde till att turismen ökade ytterligare under 1950- och 60-talen.